# Egyenesszárnyúak
Az egyenesszárnyúak (Orthoptera) az ízeltlábúak törzsében a rovarok osztályának egyik rendje. Az ide tartozó több mint 28 ezer faj világszerte megtalálható és minden szárazföldi (valamint édesvízi) élőhelyen előfordul. Egyes sáskafajok (amint már az ókorban is észlelték) képesek tömegesen elszaporodni, egész régiókat kopárrá rágva és hatalmas gazdasági károkat okozva. Jellegzetességeik közé tartozik, hogy lárvájuk nem teljes átalakulással fejlődik (fejlődési stádiumai hasonlítanak a kifejlett állatra és nem bábozódnak be), valamint hogy nagy részük jellegzetes hangot ad ki, ciripel. Ennek megfelelően hallószerveik is vannak, vagy a lábukon (tücskök, szöcskék) vagy az első potrohszelvényen (sáskák).
Az egyenesszárnyúak két jól elkülöníthető csoportra oszthatók, a tojócsöves szöcskékre és tücskökre (Ensifera) és a tojókampós sáskákra (Caelifera). 

## Felépítésük

Sáska testfelépítése: 1. csáp, 2. összetett szem, 3. gena, 4. occiput, 5. peristoma, 6. torpajzs (pronotum), 7. mesoepisternum, 8. mesoepimeron, 9. sulcus pleuralis, 10. metaepisternum, 11. metaepimeron, 12. elülső szárnyak (ala anterior), 13. potrohszelvények felső lemeze (tergum) 14. légcsőnyílások (stigmata), 15. cercus, 16. paraproct, 17. tojókampó, 18. homlok (frons), 19. clypeus, 20. rágó (mandibula) 21. felső ajak (labrum), 22. maxilla, 23. alsó ajak (labium), 24. coxa, 25. trochanter, 26. karom, 27. tarsus, 28. comb (femur), 29. lábszár (tibia), 30. potrohszelvények alsó lemeze (sternum)

Az egyenesszárnyúak méretei változatosak, a legkisebbek néhány milliméteresek, míg a legnagyobbak testhossza eléri a 12 cm-t, szárnyfesztávolságuk pedig a 22 cm-t. 
Testük a többi rovarhoz hasonlóan három testtájra tagolódik: fej, tor és potroh. 
Fejük (latinul caput) egyenes állású (ún. orthognath). Egy pár csápjuk (antenna) változatos alakú. A két nagy összetett szem mellett három pontszemük (ocellus) is van. Lefelé irányuló (hypognath) szájszerveik erős, a fejet alkotó szelvények végtagjaiból módosult rágók.

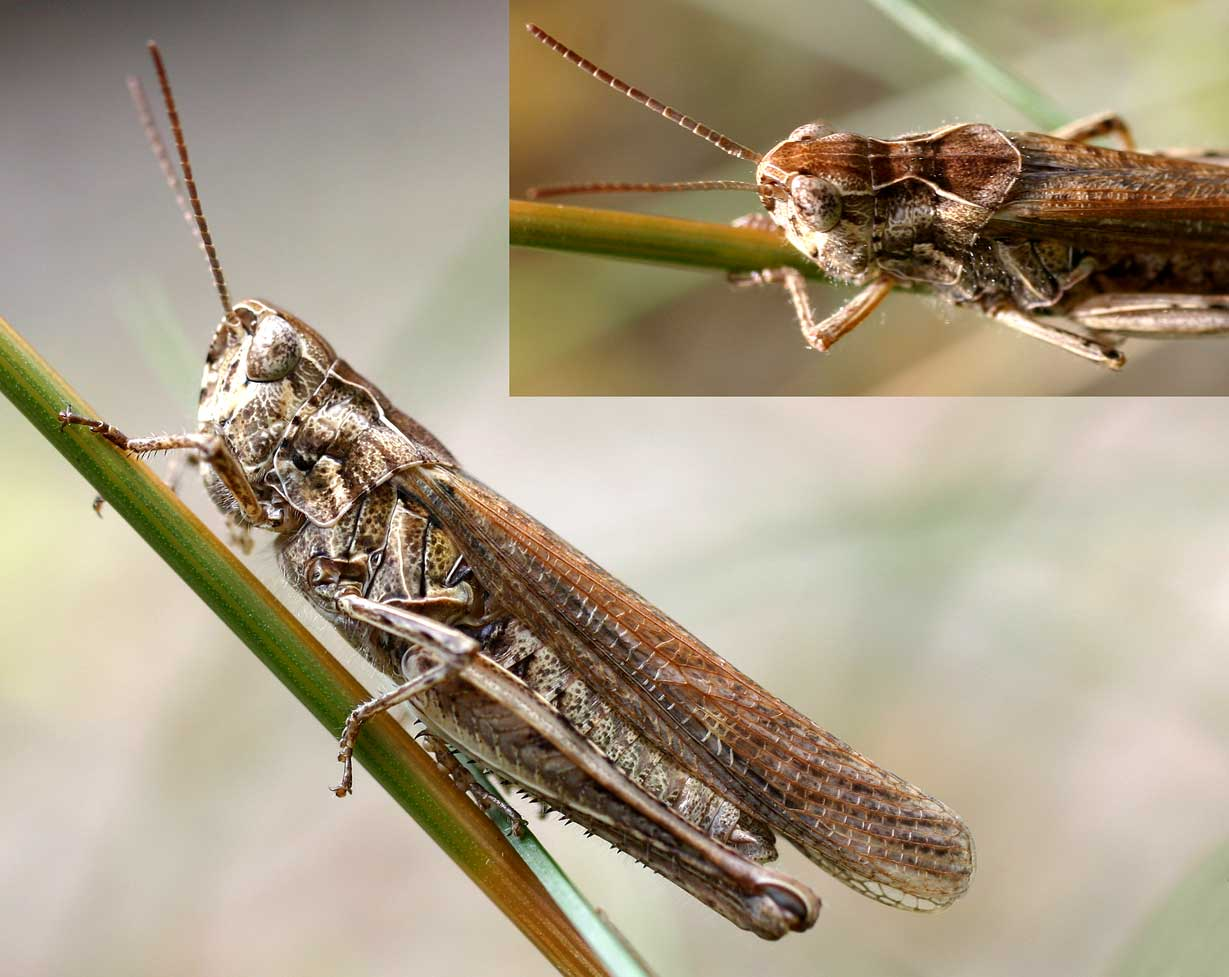
A torpajzs alakja, mintázata fontos határozóbélyeg (zengő tarlósáska)

A tor (thorax) három szelvényből tevődik össze. Ezek közül az első (prothorax) hátlemeze alkotja a nyeregszerű ún. torpajzsot (pronotum), amely oldalt részben vagy teljesen eltakarja mindhárom torszelvény oldallemezeit. A második (metathorax) és harmadik (mesothorax) torszelvények összeforrnak az elsővel és szilárd támasztékot biztosítanak a szárnyaknak. Két pár szárnnyal rendelkeznek. Az elülső szárnyak megvastagodtak és védik az alattuk legyezőszerűen összehajtogatott, hártyás, nagy felületű, a tényleges repülést végző hátsó szárnyakat. A szárnyak (mindkét pár) sok esetben visszafejlődtek, rövidek vagy pikkelyszerűek, esetleg teljesen hiányoznak. A fedőszárnyak jellegzetes erezettsége fontos határozási bélyeg lehet, illetve szerepük van a ciripelésben. 
A torszelvényekhez három pár láb kapcsolódik, amelyek közül a hátsó többnyire hosszú, megvastagodott combú ugróláb, az elülső pár pedig a föld alatti fajoknál ásólábbá módosulhat. 
A potroh (abdomen) 11 szelvényből áll, amelyek közül az utolsó egy-kettő vagy redukált vagy besüllyedt. A potrohvégen található a nőstények jellemző tojócsöve vagy -kampója, illetve a hímek párzókészüléke; valamint a sokszor jellegzetes alakú potrohfüggelékek (cerkuszok).
Többnyire rejtőszínt viselnek, amellyel a növényzethez vagy a talajhoz, kövekhez alkalmazkodnak. Színezetük azonban akár egy fajon belül is változatos lehet, ezáltal különféle élőhelyeken is el tudnak bújni a ragadozók elől. A sisakos sáskáról például kimutatták, hogy barna színváltozata jóval gyakoribb barna környezetben, míg a zöldek a dúsabb vegetációjú élőhelyeken dominálnak. Valószínűleg a lárvák érzékelik a környezet színeit és a következő vedlést követően az új kültakaró ahhoz alkalmazkodik. 
Egyes mérgező trópusi fajok (pl. a Phymateus morbillosus) élénk figyelmeztető színeket viselnek. Mások mimikrit használnak, mint a hangyákat utánzó Macroxiphus sumatranusvagy a Eurycorypha szöcskék lárvája.

## A ciripelés

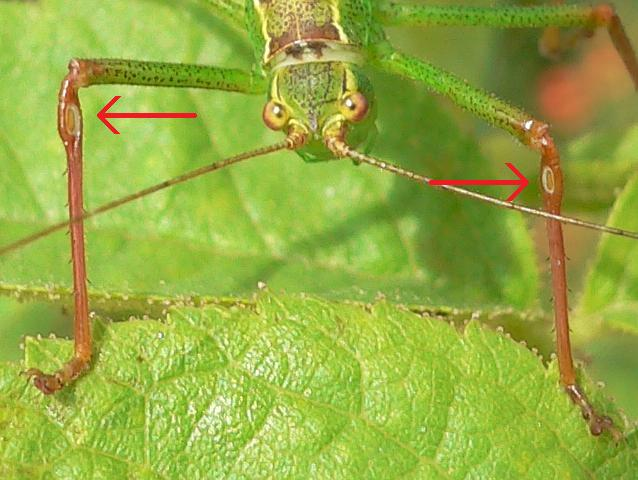
Rőthátú virágszöcske hallószervei a lábain (piros nyíllal jelölve)

Míg a legtöbb rovar néma, a sáskák, szöcskék és tücskök többsége jellegzetes hangot, ciripelést képes kiadni. A sokszor az emberi fül számára is kellemes éneket általában a hím adja ki, így verseng a nőstényért. 
Az egyenesszárnyúak ennek megfelelően hallószervvel is rendelkeznek, amely már igen régóta kialakult, az első ismert hallószervvel rendelkező mellső láb az korai jura korszakból származik. A többi fejlettebb rovarhoz hasonlóan ők is rendelkeznek egy, a tor tengelyében húzódó vastag légcsőággal, az ún. auditoriális tracheával. Ez a trachea ágazik el a lábakban megtalálható rezgésérzékelő szerv felé. Ez utóbbi szolgál a szöcskék és a tücskök hallószervének alapjául, amely a mellső lábak lábszáraiban helyezkedik el. A sáskák hallószerve az első potrohszelvény két oldallemezén nyílik, és valószínűleg később alakult ki az evolúció során.
A tücsköknél és szöcskék esetében a cirpelőszerv a hímek fedőszárnyainak tövén alakult ki. A szárny fonákán az egyik kiemelkedő ér a ciripelőér, amin sűrű kiemelkedések (a mezei tücsök esetében kb. 140) sorakoznak, a ciripelő csapsor. Ezen a csapsoron húzzák végig a másik szárny szélén található kiemelkedést, így keletkezik a reszelő hang. A szárnyakon merev erekkel körülvett mezők (a háromszögletű hárfa és a kerek tükör) rezonátorként erősítik a hangot. A tücskök két szárnya szimmetrikus, mindkettőn található cirpelőkészülék,  míg a szöcskék aszimmetrikusak, csak a jobb fedőszárnyon látható az ún. tükör, a másik szárnyon pedig a megvastagodott cirpelőér. Ciripeléskor mindig a jobb szárny van felül, az ezen található pengető (plektrum) és a bal szárny ciripelő csapjai nem vesznek részt a hangképzésben.
Ciripeléskor a rovar összedörzsöli a kissé megemelt elülső szárnyait. A szárnyak és a potroh által kialakított üreg hangtölcsérként irányítja a hangot. Hasonlóan működik a mezei tücsök odúbejárata is, a hímek mindig itt hallatják az akár 100 méterre elhallatszó éneküket. A ciripelés egy része, egyes fajok esetében szinte az egész az ultrahangtartományba esik, amit ez emberi fül nem képes érzékelni.
A sáskák cirpelő csapsora a hátsó láb combjának belső oldalán található, amelyet a fedőszárnyakhoz dörzsölve állítanak elő hanghatást. 

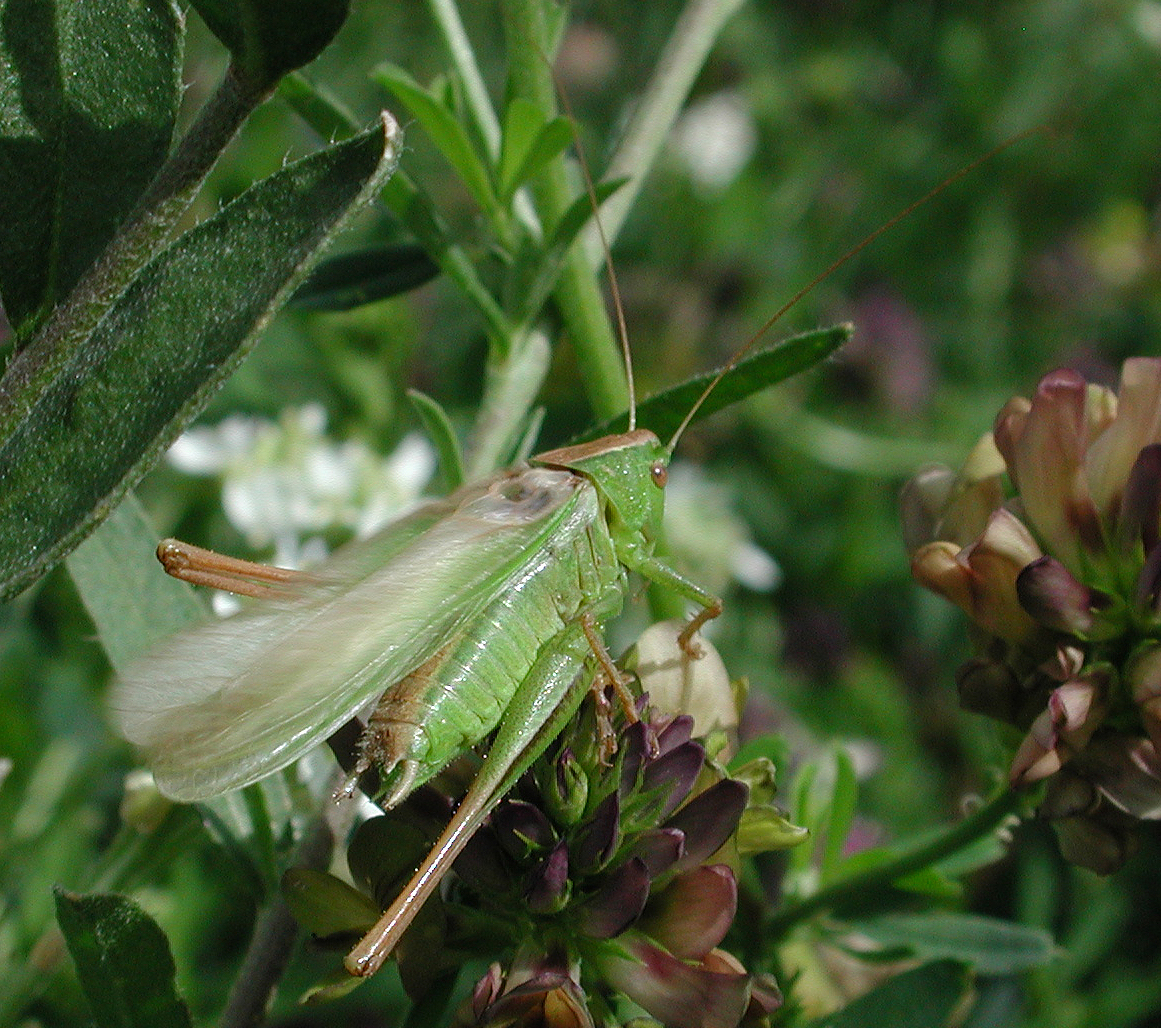
Ciripelő halványzöld rétiszöcske

A ciripelés sebessége és kisebb mértékben a magassága hőmérsékletfüggő: meleg, napsütéses időben gyorsabb, magasabb, hűvös időjárás esetén lassúbb. A szárnyatlan fajok általában cirpelni sem tudnak, de vannak kivételek, mint a Stenopelmatidae család tagjai, amelyek a hátsó lábak erős tüskéit a potroh oldalához dörzsölve keltenek hangot. Vannak olyan szárnyas alakok is, amelyek nem rendelkeznek cirpelőszervvel és más módon adnak hangjelzéseket, mint a leveleken doboló dobolószöcskék.
A hímek a párkeresés során különféle hangokat hallathatnak. Megkülönböztethetünk szokványos éneket, amellyel a jelenlétét jelzi; a rivalizáló éneket ha vetélytárs jelentkezik; a nőstényeknek szóló párkereső éneket; és egyéb - ráugró, párzási stb.- hangokat.
A szöcskék és tücskök esetében néhány kivételtől eltekintve (pl. nyerges szöcske) kizárólag a hímek ciripelnek. A sáskáknál gyakran a nőstények is énekelnek, feltehetően ezzel segítve a hímet a nőstény megtalálásában.
Különlegesség az afrikai hólyagsáska (Bullacris fajok), ahol a hím hatalmas, levegővel felfújt hasa erőteljes rezonátorként működik, és olyan távolságra is eljuttatja hívását (a nőstény érzékeny hallószervével két kilométerről is meghallja), amelyre más rovarok nem képesek.

## Evolúciójuk

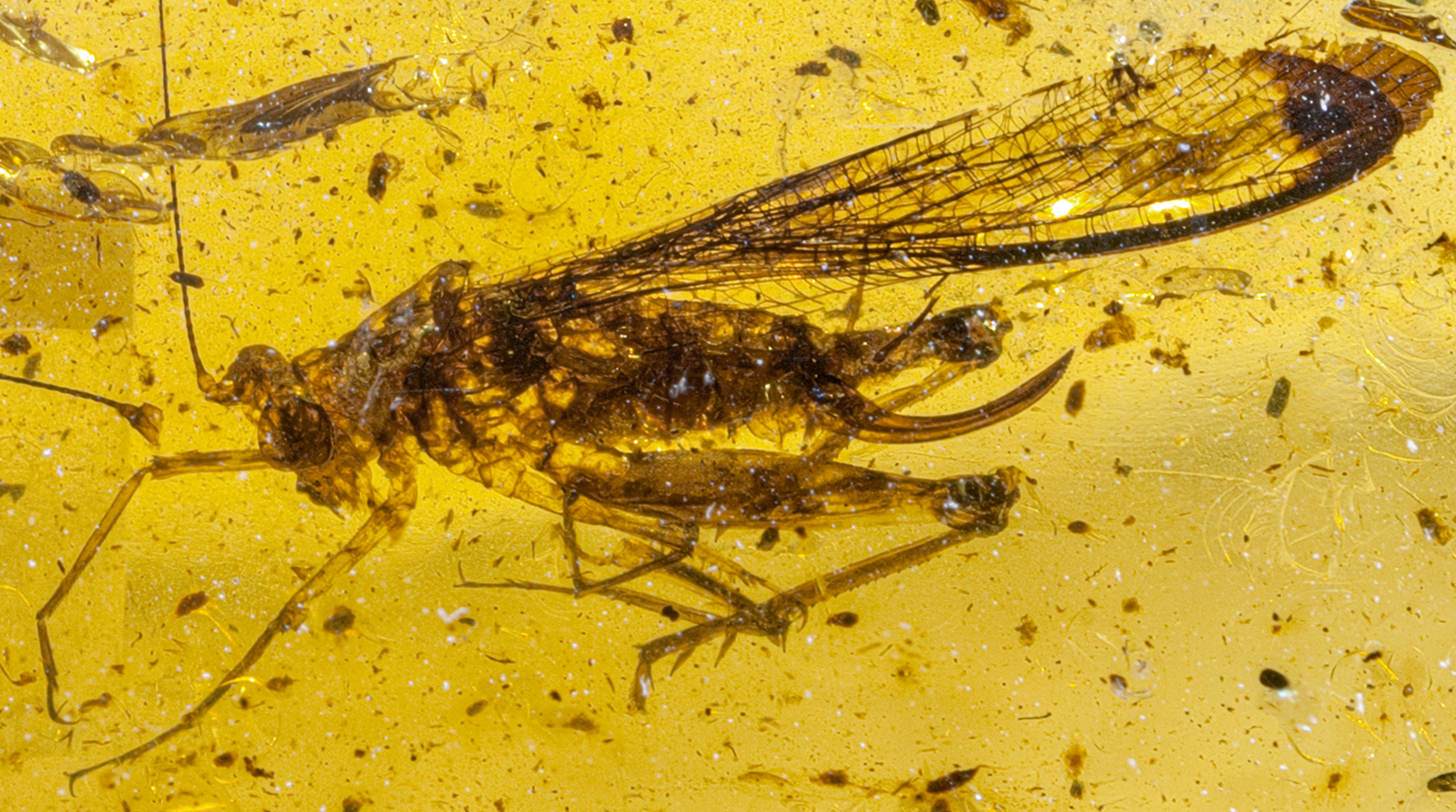
Borostyánba zárt, az Elcanidae családba tartozó egyenesszárnyú

Az egyenesszárnyúak igen ősi rovarok. Mintegy 300 millió évvel ezelőtt jelentek meg és már 250 millió éve kialakultak ma is ismert csoportjaik. Őseik a földtörténeti őskorban élő protoorthopterákig (Stenaropodidae) követhetők nyomon. Képviselőik a középső karbonban, kb. 330-315 millió éve jelentek meg és a legkorábbi ismert szárnyas rovarok közé tartoztak.
A középső és a késő karbonban már élt egy olyan csoport (Oedischiidae), amelynek a szöcskééhez hasonló ugrólábbal rendelkezett. 
A mezozoikumi egyenesszárnyúak már nagyon hasonlítottak a mai szöcskékre, torpajzsuk, ugrólábuk, tojócsövük, szárnyerezetük olyan volt a mai fajoké. Azt is megállapították, hogy a korai és középső jura korban élő Locustopseidae és Elcanidae családok fajai még nem rendelkeznek cirpelőszervekkel. A késő jurában (Haglidae család) azonban már megjelennek a szárnyakon ezek egyértelmű jelei. A tücskök családja az alsó jura végére (felső Liász kor) kifejlesztette a maihoz teljesen hasonló cirpelőkészülékét. A korai jura elejéről pedig találtak egy hallószervvel ellátott lábat.
A harmadidőszakban megjelentek az olyan, ma is élő csoportok képviselői, mint a Decticus vagy a Tettigonia. Ebben a korban a fűfélék elterjedésével tömegesen bukkannak fel a sáskák a leletanyagban.

## Életmódjuk

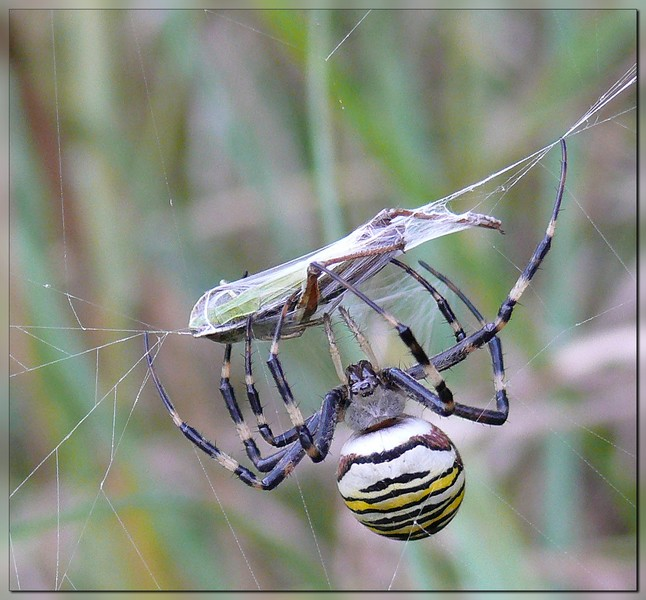
Sáskát fogott darázspók

Az egyenesszárnyúak fontos komponensei a szárazföldi rovarfaunának. Többnyire kizárólag növényekkel táplálkoznak (sáskák), de vannak köztük ragadozók és mindenevők is (szöcskék, tücskök). Egyes hazai, de főként szubtrópusi fajok különleges táplálékra specializálódtak például virágport, nektárt esznek és részt vehetnek a virágok beporzásában.  Vannak (mint a hangyásztücskök) amelyek a hangyabolyokban dézsmálják meg a felhalmozott táplálékot vagy eszik a lárvákat. 
Néhány sáskafajnak a normál "magányos" formáján kívül van morfológiailag is eltérő tömeges alakja (gregária-fázis). A nagy tömegben összeverődő rovarok a sáskajárás során rendkívül magy károkat képesek okozni a mezőgazdaságban. Magyarországon a 20. század közepéig jelentettek reális veszélyt (bár egy kisebb eseményként még az 1990-as években is visszatértek) de Afrikában vagy a világ más meleg és száraz területein még ma is jelentős, sokszor éhínséggel járó csapást jelentenek.
Létszámuk szabályozásában nagy szerepet játszanak a velük táplálkozó természetes ellenségeik, a ragadozó rovarok, rovarevő kisemlősök, hüllők, madarak; valamint a parazitáik. A hollóbogár lárvái a petéiket fogyasztják, a fürkészlegyek több faja petéit a petékre, vagy lárvákra rakja. A bársonyatkák (Trombiidae család) lárvái a testnedveket szívogatják, belső élősködőik a fonalférgek (Nematoda) néhány faja (Mermis és Gordius fajok). Járványszerű elhullást is okozhat a légcső-rendszerükben élősködő Entomophaga grylli gomba.

## Szaporodásuk
A nőstények petéiket egyesével (szöcskék, tücskök) vagy petetokba zárva csomóban (sáskák) a talajba, vagy növényi szárakba, kéregbe, ritkán szabadon növényszárakra, levelekre rakják. A peték általában egyszer áttelelnek, de sok esetben két, néha négy-öt évvel később indulnak fejlődésnek. A kikelő féregszerű lárvák vedlés után már szinte csak méreteikben különböznek az imágótól, szárnyaik és ivarszerveik azonban fejletlenek. Többszöri vedlés (tücskök: 5-7-(14), szöcskék: 6-11, sáskák: 5-6) után érik el az ivarérett állapotot. A lárvastádiumok száma fajonként és ivaronként (a nőstényeké néha eggyel több) különböző lehet, befolyásolhatja az éghajlat is. Egyedfejlődésük tökéletlen átalakulással (epimorfózis) történik. A mérsékelt éghajlaton a legtöbb egyenesszárnyú pete formában telel át, néhány faj azonban lárvaként (tücskök többsége) vagy imágóként (önbeásó sáska, áttelelő sáska, tövishátú sáskák) vészelik át a telet és már kora tavasszal megjelennek.

### Peterakás

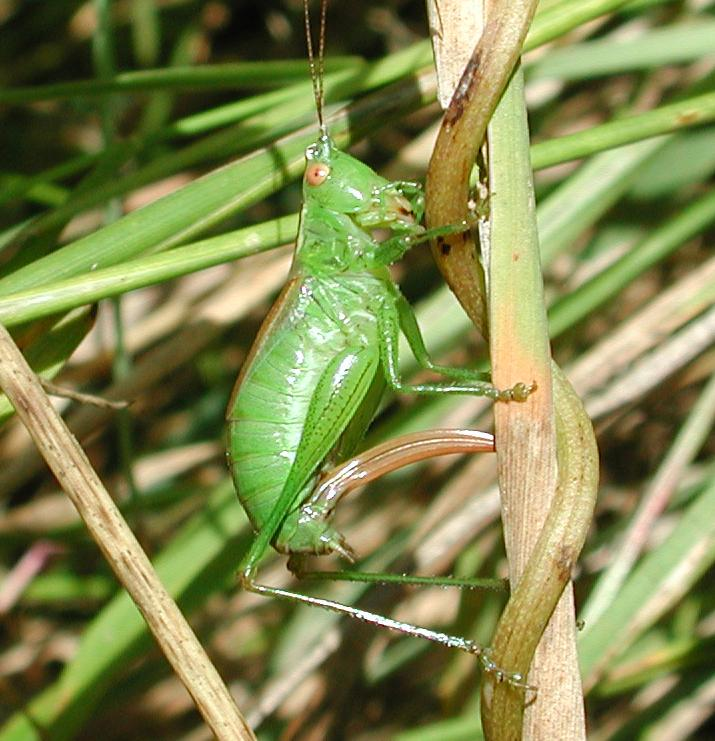
Peterakó sarlós kúpfejűszöcske

A Kárpát-medencében a peterakás fajtól függően májustól akár késő őszig is tarthat. A legtöbb esetben megtermékenyített petéket raknak le, de egyes fajok (mint pl. a fűrészlábú szöcske) szűznemzéssel is szaporodhatnak. 
A sáskák nőstényei rövid tojókampókkal, a tücskök és a szöcskék hosszú tojócső segítségével helyezik el petéiket. Utóbbiak technikájuk szerint további két csoportra oszthatók. Az egyiknél (ide tartoznak többek között a pókszöcske (Poecimolon) fajok) egészen előrehajlítják a potrohukat, míg a tojócső alsó széle a rágók közé kerül és ezek szolgálnak vezetősínként a peterakás befejezéséig. Az ide tartozó fajok petéi sokszor erősen lapítottak. A másik csoportban is messze előrehajolhat a tojócső - akár egészen az állkapcsi tapogatók közé - de az állat petézés közben előremegy és testtartása sem annyira meggörbült. Petéik többé-kevésbé henger alakúak.  
A szöcskék különféle szubsztrátumkba rakják petéiket: talajba, növényszárakba, kéreghasadékokba, levelek szélére. A sáskák többnyire a talajba (a nedvességkedvelő fajok inkább a növényekre), a tücskök a talajba vagy növényi szárakba petéznek. A sáskák előnyben részesítik a csupasz, növényzet nélküli talajt, amelyet a napsütés jól felmelegíthet. Ha megtalálták a megfelelő helyet, a földre helyezett potrohcsúcsukat a tojókampók folytonos szétterpesztésével majd összehúzásával (sokszor forgatásával) a talajba fúrják. A potroh egyre jobban hátratolódik és teleszkópszerűen széthúzódik, derékszögben vagy ferdén a talajba süllyed. Végül a potroh erősen megnyúlik, akár hosszának kétszeresére is. Ha elkészült 3-8 cm mély lyuk, a nőstény a mélyére elhelyezi váladékkal összeragasztott petecsomóját. Gyakran a lyuk szélét is bemázolják, majd habszerű váladékdugóval lezárják és sokszor be is kaparják. A folyamat 2-4 óráig tarthat. A sáskajárásra képes fajoknál a peték száma magasabb a szokásosnál, pl. a keleti vándorsáska egy gödörbe 40-50, vagy akár 100 petét is rakhat, összesen pedig egy nőstény közel 500 utódot is létrehozhat.
A peterakás után, de legkésőbb az első éjszakai fagyok alkalmával a legtöbb imágó elpusztul. Csak kevés faj telel át imágóként vagy lárvaként. 

### Egyedfejlődés

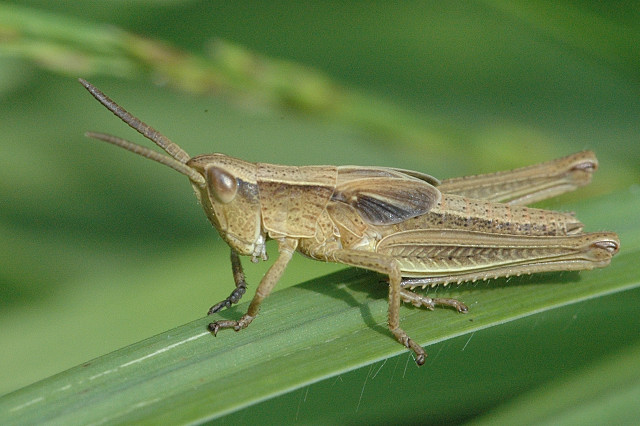
Aranyos sáska nimfája

Az embrionális fejlődés sebessége függ a hőmérséklettől és a nedvességtől. Az alacsonyabb hőmérséklet vagy kiszáradás hátráltatja a fejlődést vagy pusztulást is okozhat. Tavasszal a lárvák a fejükön lévő kitinpárkánnyal feltörik a peteburkot és féregszerű mozgással kitornázzák magukat belőle. 
A frissen kibújt lárvák még féreg alakúak (vermiformis), kitines bőr burkolja be őket szorosan. Ezt azonban szinte azonnal, amint a talajt érnek, levedlik; ezt az első vedlést nem számítják bele a fejlődési stádiumokba, csak az ezután, az imágóvá vedlésig megtörténő stádiumokat. Az egyenesszárnyúak egyedfejlődése heterometabolikus, a lárvák a felnőtt rovarra emlékeztetnek és nem bábozódnak be. Minden vedlés után egyre nagyobbak lesznek és egyre inkább hasonlítanak az imágóra. A kapszulaszerű fej és a tor ugrásszerűen növekszik a vedlés során, míg a nyúlásképes potroh fokozatosabban nő. Az utolsó lárvastádiumot nimfának hívják, ekkor már nagyon hasonlítanak végső állapotukra és megjelennek a külső nemi szervek, de szárnyhüvelyeik még fordítva helyezkednek el (elülső szélükkel felfelé, és az alsó szárnyak a fedőszárnyakon). Az életkor növekedésével a csápok hosszabbá válnak és egyre több szelvényből állnak. 
A vedlés előtt egy-két nappal a lárva felhagy a táplálkozással, majd hátsó lábainak karmaival fejjel lefelé megkapaszkodik egy növényben. Beszívja a levegőt, hogy felduzzassza a testét, míg külső bőre először a torpajzs közepén, majd a fején is fel nem reped. Ezután kidolgozza magát a régi bőréből, a hosszú csápoknál a rágóival is segítve; utoljára a potrohvéget húzza ki belőle. A folyamat kb. 5-15 percig tart, bár az imágóvá vedlésnél még hosszabb időre lehet szükség a szárnyak kifejtésére. A levedlett bőrt - különösen a ragadozó szöcskék - sokszor megeszik. Az új bőrük még puha és fehéres vagy szürkés, de néhány óra alatt megszilárdul és megszínesedik. Ekkorra a levegővesztés miatt némileg kisebbek is lesznek, mint amekkorák közvetlenül a vedlés után voltak. A frissen vedlett imágóknál a nőstényeknek még egy bizonyos időre van szükségük az ivarsejtek megéréséhez, míg a hímeknek általában azonnal van érett spermája.

## Ökológiájuk

### Életformáik

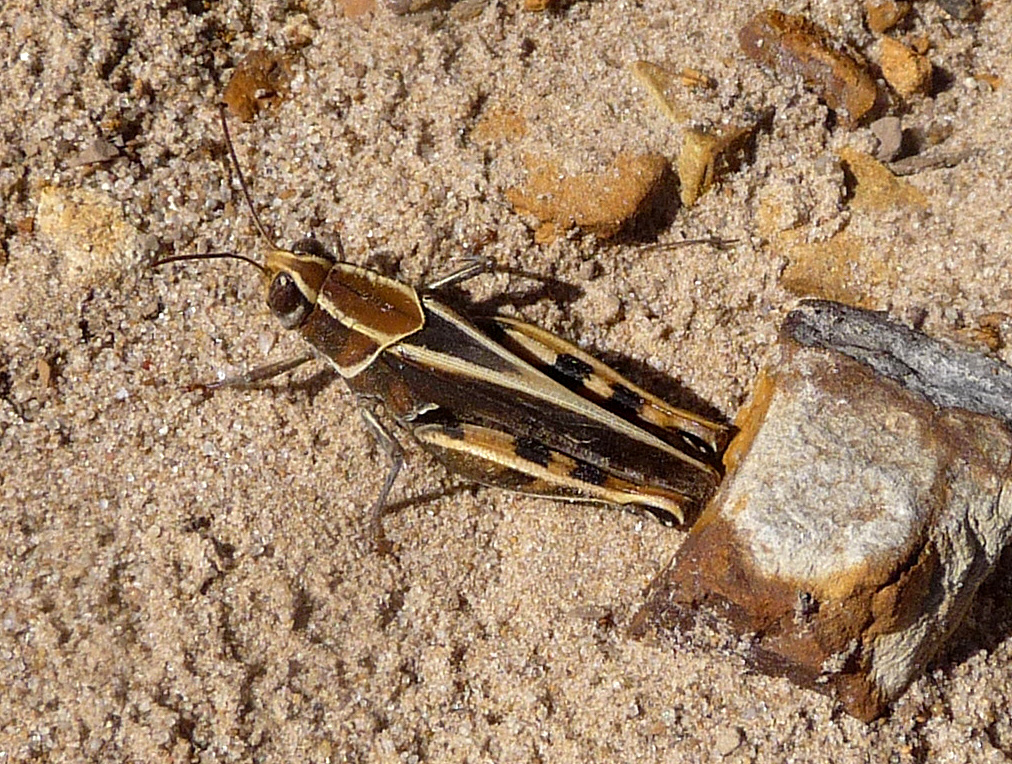
A barbársáska tipikus geo-pszammobiont

Életmódjuk szerint az egyenesszárnyúakat több csoportba lehet sorolni (ezek elnevezése és a csoportok száma szerzőnként változhat). Nagy általánosságban két nagy életforma-típust különítenek el, a növényzetet kedvelő fitofilokat és a szabad talajfelszínt előnyben részesítő geofilokat. Ez a felosztás főleg a sáskák esetében jól kifejezett. A két csoport között testalkatban és színezetben jelentős morfológiai különbségek lehetnek. Valamivel részletesebb a következő, három nagy és négy további alcsoportot használó életforma-osztályozás:
- thamnobiont (jellemzően a magaskórós, bozótos vegetáció lakói, többnyire ragadozók),
- chortobiont (a többé-kevésbé zárt növényzetben élnek, hőigényüket a helyi mikroklíma biztosítja)
- geobiont (a szabad talajt kedveli, hőszükségletét a napsütés mellett az onnan kisugárzott hőből fedezi)
- chorto-thamnobiont (egyes viselkedési formáik (pl. cirpelés) a thamnobiontokéra hasonlít, egyébként olyanok, mint a chortobiontok),
- chorto-geobiont (a chortobiontokhoz hasonló alkatú és hőfelvételű típus, azonban viselkedése olyan, mint a geobiontoké),
- geo-chortobiont (alkatában és hőfelvételében a geobiontra emlékeztető típus, de viselkedésében inkább chortobiont),
- geo-pszammobiont (mint a geobiont, aljzatként homokot igényel)

### Ökológiai szerepük
A száraz és félszáraz gyeptársulások jellemző, létszámukban (és hangjukban) igen jelentős komponensei a szöcske-, de különösen a sáskafajok. Az egyenesszárnyúak alapvető szerepet játszanak a társulások anyag- és energiaforgalmában. A táplálkozási piramisban elsődleges és másodlagos fogyasztóként középen helyezkednek; egyrészt növényeket fogyasztanak, másrészt maguk táplálékul szolgálnak a kisebb-nagyobb ragadozók (rovarevő kisemlősök, ragadozó ízeltlábúak, hüllők, madarak) számára. A Hortobágyon például leginkább a sáskák túlszaporodásakor jelenik meg a pásztormadár, de az egyenesszárnyúak tekintélyes részét teszik ki a kékvércse, a pajzsos cankó, a fehér gólya, a bakcsó, a vörösvércse vagy a mezei pacsirta étrendjének is. Emellett (elsősorban a sáskák) ürülékükkel cellulózbontó baktériumokat és egysejtűeket juttatnak a talajba, segítve ezzel a lebontó folyamatokat. 
Más rovarcsoportokhoz hasonlóan az egyenesszárnyúak is szorosan kötődnek a különböző nyílt növénytársulásokhoz, így bioindikátorként alkalmasak azok jellemzésére, csoportosítására. Egyes csoportjaik többféle állományban előfordulnak, mindenütt viszonylag magas egyedszámmal (euriök, domináns fajok), míg mások egy adott növényegyütteshez kötődnek (sztenök, karakter-, vagy differenciális fajok).

### Jellemző magyarországi élőhelyeik
- Löszgyepek:[12] Az Alföld víz nem járta, magasabb helyszínein, mint a kiemelkedő löszhátakon, kunhalmokon, helyenként még megtalálhatóak a régebben nagyobb kiterjedésű löszgyepek maradványai. Ezekben a jól strukturált, zárt gyepekben a magasabb szálfüvek és aljfüvek mellett nagy számban szerepelnek kétszikű lágyszárúak is, ideális élőhelyet biztosítva többek között az egyenesszárnyúaknak is. A magasfüvű löszgyepekben nagy tömegben élnek a fitofil (chortobiont) szöcske- és sáskafajok. A zavartalanabb, nagyobb kiterjedésű gyepfoltokban, a kétszikűeken él a magyar tarsza. A kiemelkedő kórókra, bogáncsokra kapaszkodva ciripel a hím tőrös szöcske. Hozzá hasonlóan más rovarokra vadászik a kevésbé feltűnő púposhasú rétiszöcske és a sávos rétiszöcske. A kizárólag növényevő sáskák közül a tarlósáskák és rétisáskák (Chorthippus-fajok) vannak jelen a legnagyobb számban.

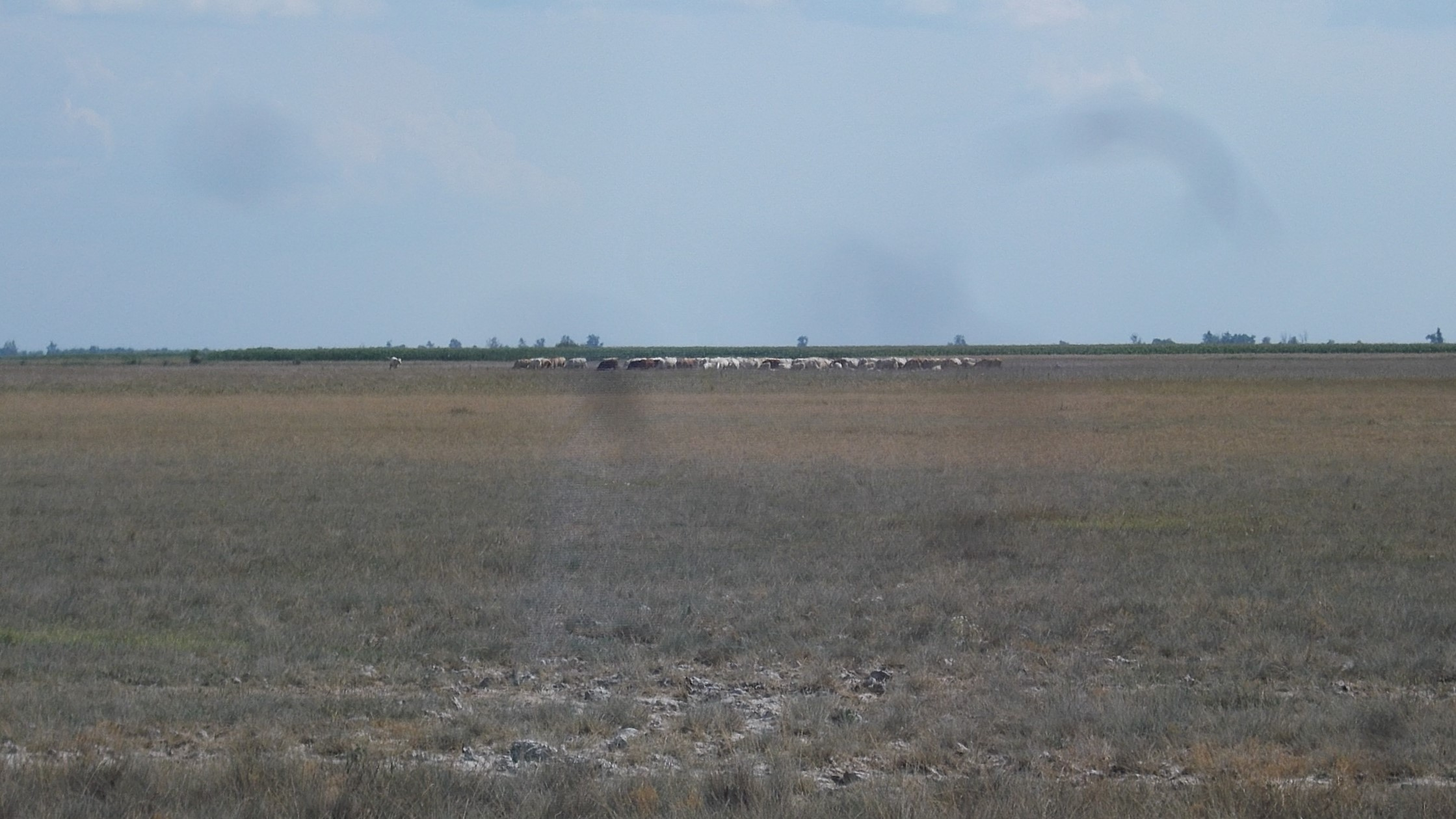
Szikes puszta a Kiskunságban

- Sziki gyepek: Az alacsonyabban fekvő területeken a löszgyepek sokszor szinte észrevétlenül mennek át a jobb minőségű, füves, szikes pusztába, amely fajösszetételét, növényborítottságát illetően sok tekintetben hasonló az előbbiekhez, de már megjelennek a szikesedést jelző fajok. A kevésbé strukturált gyep fokozatosan vagy szikpadkával csatlakozik az alacsony, ürmös szikes pusztába, amelynek növényborítottsága is egyre kisebb, míg át nem megy csupasz vakszikbe. Az itteni társulás legjellemzőbb rovarai a szöcskék és sáskák. A zártabb gyepekben, akárcsak a löszgyepekben, a növényzetlakó életformák laknak, de ahogyan a gyep egyre kopárabbá válik, előretörnek a talajkedvelő (geofil, geobiont) fajok, mint a kékszárnyú sáska, az rózsaszín szárnyú olaszsáska vagy az élénkvörös vagy kék hátsó szárnyú szerecsensáska. A szalagos sáska citromsárga szárnyán feketéskék szalagot visel. Egyes fajok a hőigényüknek megfelelően napszakonként változtatják a tartózkodási helyüket, mint például a tengerzöld sáska. Különösen sok sáska él a jobb állapotú mézpázsitgyepekben, főként akkor, ha a mikrodomborzat változatossága nagyfokú mozaikosságot tesz lehetővé. Tömeges lehet a sziki sáska és a rövidnyakú sáska. A korábban sáskajárásaival hírhedtté vált marokkói sáska ma már csak szórványosan fordul elő.

- Homoki gyepek: Az Alföldön átfolyó Duna, Tisza és más folyók az évezredek alatt üledékkel, homokkal terítették be a medence jelentős részét. A szél aztán a Duna-Tisza közén és a Nyírségben jellemző buckasorokat alakított ki. A könnyen megmozduló homokon olyan pusztagyepek alakultak ki, ahol a vegetációs foltok között kisebb-nagyobb szabad homokfelszínek bukkannak elő. Itt élnek a homokkedvelő (geo-psammobiont) egyenesszárnyúak, mint az igen jól repülő önbeásósáska és hosszúlábú önbeásósáska, valamint a homoki olaszsáska. A feltűnően nagy jellegzetes fejformájú sisakos sáska a zártabb homoki gyepekben is előfordul, ahol jól érzik magukat a tarlósáskák és rétisáskák is.

- Szikes rétek, mocsárrétek: A legalacsonyabban fekvő szikesedő réteken már nem az egyenesszárnyúak a legjellemzőbbek, de azért megtalálható itt a tundrasáska, a hagymazöld sáska, valamint a kis kúpfejűszöcske és a sarlós kúpfejűszöcske.

- Hegyi rétek, kaszálók, sziklagyepek, lejtősztyeppek: A főként kaszálás, és legeltetés következtében kialakuló hegyi rétek jellemző rovarai az egyenesszárnyúak. Hasonló fajokkal találkozhatunk a természetes sziklagyepekben, a meredek letörésű oldalak lejtősztyeppeiben is. A magasfüvű társulások kedvenc élőhelyei a thamnobiont szöcskék. Gyakori közülük a feltűnően éles hangon ciripelő éneklő lombszöcske. A Bükk rétjeinek egyik jellemző szöcskefaja a nagy termetű fogasfarkú szöcske. A száraz avarral borított erdőszélek, facsoportok lakója a galléros avarszöcske és méretesebb rokona, a nagy avarszöcske. Megtalálható itt az inkább hegyvidéki, kárpáti erdélyi avarszöcske, az Aggteleki-karszton és a Zempléni-hegységben pedig a Stys-tarsza. Ezeken a sztyepp jellegű élőhelyeken él a legnagyobb hazai rovarfaj, a rejtőzködő életmódot folytató fűrészlábú szöcske. A rövidebb füvű, de zárt vegetációjú réteken a chortobiont rovarok érzik otthon magukat, a halványzöld rétiszöcske, a Roesel-rétiszöcske, a sötétzöld rétiszöcske, vagy a röptében zörgő hangot hallató hangos hegyisáska. A rövidfüvű, illetve a ritkás borítású sziklagyepekben előfordulnak az olyan, inkább más régiókban gyakori fajok, mint az érces hangon cirpelő szép hegyisáska, a piros szárnyú kereplősáska vagy az eurázsiai sztyepprétisáska. Ilyen típusú élőhelyeken talál otthonra a csökevényes szárnyú ál-olaszsáska is.

### Elterjedési változások
Az igazán nagy faunamozgások a jégkorszak végével már évezredekkel korábban lezajlottak, de egyes érzékenyebb fajok elterjedési területe ma is változik. Az áreaváltozásokat elsősorban az éghajlat ingadozásai (az utóbbi évtizedekben a globális felmelegedés hatására) és az ember élőhelyrombolásai befolyásolják.
Valószínűleg a klímaváltozást jelzi, hogy néhány melegkedvelő faj észak felé nyomul. Ilyen például a pontozott repülőszöcske, amely más mediterrán fajokhoz hasonlóan (mint a déli dobolószöcske) egyre északabbra tolja elterjedésének határát. Hasonló jelenség figyelhető meg a melegkedvelő szalagos sáska, kis bunkóscsápúsáska, szerecsensáska, marokkói sáska, rövidszárnyú rétisáska esetében is. Az előrenyomulás nem csak észak felé történik, hanem felfelé, a hegyvidékekre is. Így például a zöld lombszöcske egy ritkábbá válik az Alföldön és fölfelé terjed, az éneklő lombszöcske élőhelyeire. 
A marokkói sáskáról kimutatták, hogy az 1800-as évek közepétől kezdte benépesíteni a Kárpát-medencét, kiszorítva a folyószabályozások miatt egyre szárazabbá váló Alföldről a keleti vándorsáskát. A mezőgazdaság intenzívebbé válásával ő is háttérbe szorult, ma már csak szórványosan található meg az Alföld néhány pontján vagy az Északi-középhegység déli sztyepplejtőin. 
Az ember élőhelypusztítása, zavarása miatt fogyatkozott meg például az eurázsiai sztyepprétisáska, a szép hegyisáska, de a korábban hatalmas tömegekben nagy károkat okozó keleti vándorsáska is, amely már csak néhány "refugiumban" maradt meg (pl. Hajdúhadház).

## Sáskajárás

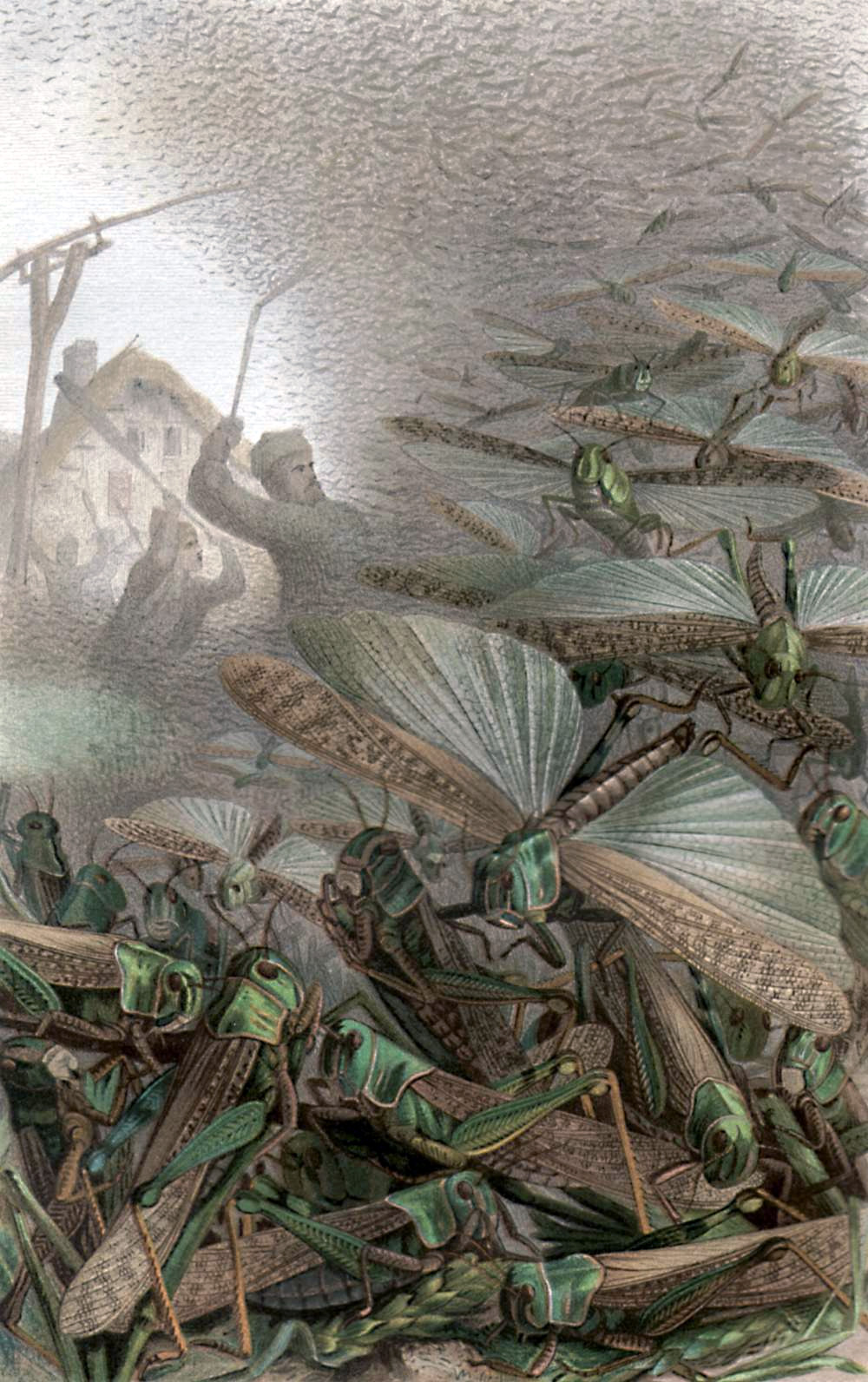
Sáskajárás 19. századi ábrázolása (Brehm: Az állatok világa, 1884)

A nagy egyedszámú, növényekkel táplálkozó sáskák nagy károkat okozhatnak a mezőgazdaságban is. A helyi jellegű kártétel ellen a legtöbb esetben hatékonyan fel lehet lépni vagy legalábbis határok között lehet tartani. Léteznek azonban olyan vándorsáskák is, amelyek időről időre, kedvező körülmények között hihetetlen mértékben elszaporodnak és óriási rajokba ugrálva-repülve nagy távolságokat tesznek meg és eközben minden útjukba eső növényt letarolnak. A sáskajárások a mezőgazdaság kezdetei óta rettegett csapást jelentettek a földművelésből élő emberek számára (lásd pl. a bibliai tíz csapásból a nyolcadikat). 
Néhány szöcskefajt (pl. fogasfarkú szöcske) kivéve minden vándorló faj a sáskafélék (Acrididae) családjába tartozik. Tíz hírhedt sáskafaj ismert, közülük a keleti vándorsáska (Locusta migratoria) a legelterjedtebb, több alfajra oszolva szinte az egész Földön megtalálható. A marokkói sáska (Dociostaurus maroccanus) úgyszólván az egész Mediterráneumot benépesíti és keleten egészen Közép-Ázsiáig nyomul előre. Afrikában a sivatagi vándorsáska (Schistocerca gregaria) fordul elő. Ausztráliában a Chortoicetes terminifera nevű faj felelős a legsúlyosabb pusztításokért, a kontinens északkeleti részén jelenleg az Austracris guttulosa felszaporodása figyelhető meg. Dél-Amerika keleti részein és tovább északra, egészen Mexikóig a paranái vándorsáska (Schistocerca paranensis) fajkör okoz nagy károkat, míg Észak-Amerika nyugati részeit a sziklás-hegységi sáska (Melanoplus spretus) támadta meg (amely mára teljesen kipusztult).
Ezeknek a sáskának két eltérő formája létezik, a magányos és a tömeges (gregaria), amelyek viselkedésben, testfelépítésben és életmódban is lényegesen eltérnek egymástól. A magányos formák a többi sáskához hasonlóan nem vándorolnak, hanem egyesével, szétszórtan élnek. A rajképző forma viszont kizárólag csapatokban él és űzi őket a vándorlás „ösztöne”. Mindkét forma legkevesebb két nemzedék elteltével átmehet a másikba. Kedvező időjárás és bőséges élelem esetén a magányos forma elszaporodik és a lárvája a tömeges formává fejlődik. Ha azután egy szűkebb területen az egyedsűrűség eléri a kritikus szintet, kialakul a raj.

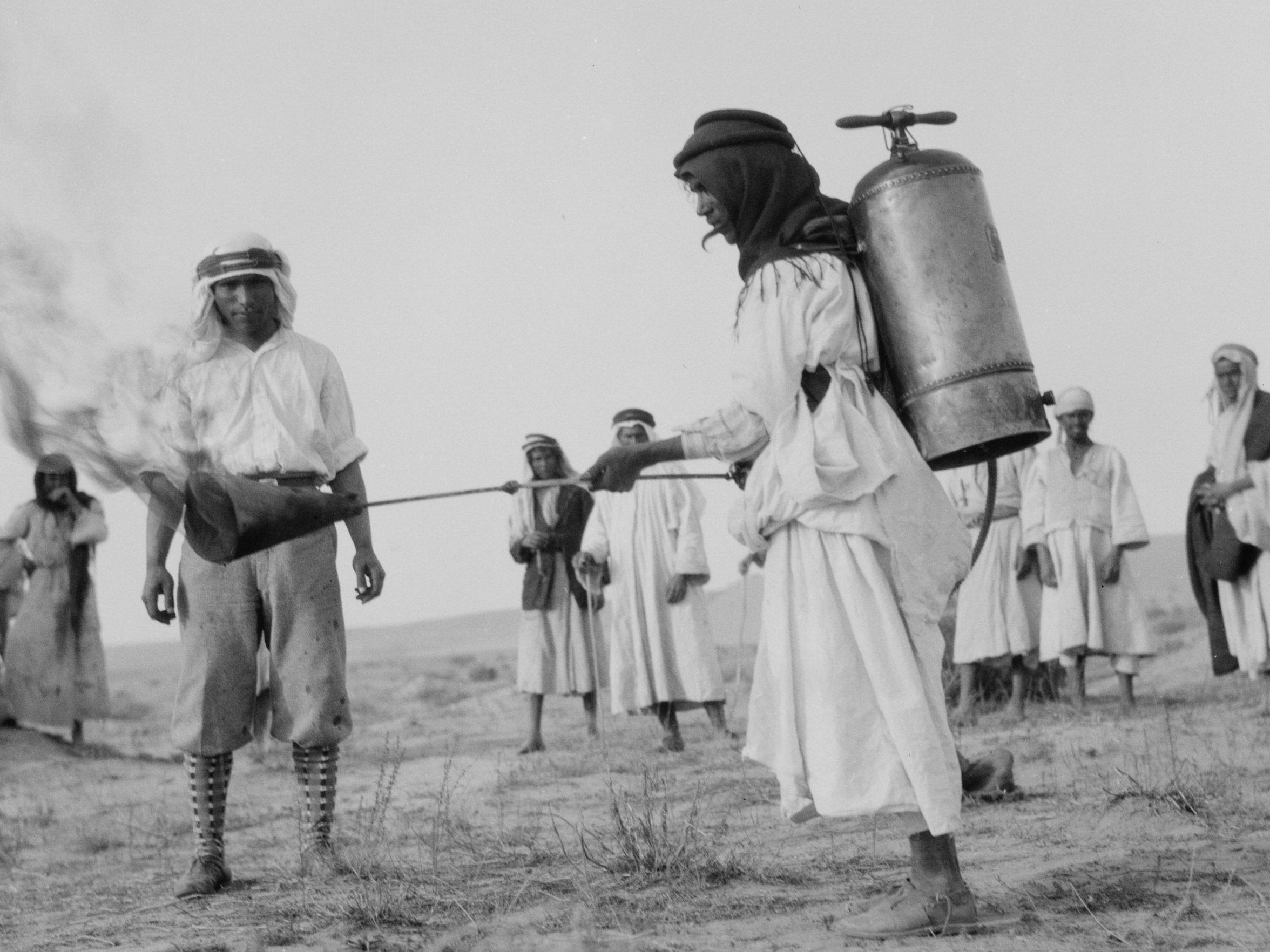
Védekezés lángszóróval a sáskák raja ellen (Palesztina, 1915)

A vándorsáskák által lakott területeknek csak egyes kis részei azok, ahol a körülmények lehetővé teszik a nagy rajok kialakulását, ezek az ún. rajképző központok. Itt a legmegfelelőbbek a petézőhelyek (laza, kevés vegetáció), és a legnagyobb mennyiségben áll rendelkezésre a táplálék a kikelő lárvák számára. A sáskák nagyobb távolságról is felkeresik a kedvező helyeket és nagy tömegben rakják le petéiket. A kikelő egyedek már olyan sűrűn járnak és ülnek egymás mellett, hogy állandóan akadályozzák egymás élettevékenységeit. A folyamatos érintkezés hatására a szerotonintermelés jelentősen fokozódik, ennek hatására egyre aktívabbak válnak, és nagyfokú ingerlékenység alakul ki. Ha a felfokozott idegállapot bizonyos kritikus pontot átlép, kialakul a rajképző fázis. A magános alakkal ellentétben a rajba tömörült alakokat ingereik arra késztetik, hogy közeledjenek egymáshoz, és kialakul bennük az a hajlam, hogy fajtársaik mozgásait utánozzák. Ezt követően csakhamar kezdetét veszi a vándorlás; az ekkor felvett iránytól a raj még akkor sem tér el, ha a nem kedvező viszonyok miatt azt a magányos egyed megtenné. A vándorlás irányát csak nagyobb természetes vagy mesterséges akadályok módosíthatják. Haladási sebességük a raj nagyságától függ, a kisebb csoportok (10-20 ezer lárva) napi 3 km-t, míg a nagyobb csoportok (5-9 millió lárva) akár 19 km-t is megtehetnek. Eközben folytatódik az egyedfejlődés, a lárvák fokozatosan olyan imágókká alakulnak, amelyek karcsúbb testük, hosszabb szárnyakuk, erőteljes repülőizmaik miatt alkalmasabbak a vándorlásra.
A raj repülésének iránya többnyire megegyezik a széliránnyal, de ha a légmozgás gyenge, akkor attól teljesen független lehet. A csoport előrehaladása néha egy gördülő kerékre emlékeztet: a landoló sáskák azok elé ülnek le, amelyek már régebben letelepedtek, majd a hátulsók emelkednek a levegőbe, hogy azután a legközelebbi leszálláskor ezek üljenek fajtársaik elé. Ezáltal a raj egy része mozgásban, más része pihenésben van. Ilyen előrehaladással naponta 30-50 km-es utat is megtesznek. Máskor valamennyi állat egyszerre emelkedik a levegőbe, és mintegy 18-20 km-t is haladnak, míg az esti lehűlés, eső vagy más ok miatt le nem telepednek pihenni. 
A vándorsáskák rajainak kiterjedése elképesztően nagy lehet, nem számítanak kivételnek a 700-2000 millió egyedből álló, 5-12 km2 kiterjedésű csoportosulások. Észleltek már olyan sáskasereget, amelynek kiterjedése elérte a 250 km2-t, a 35 milliárdnyi állat tömegét 50 ezer tonnára becsülték. A vándorlás közben megszállt területeken, ha a lárvák tápnövényei adva vannak, képesek szaporodni is, majd az újabb nemzedékek tovább folytatják az utat. A raj végül a kedvezőtlen környezeti tényezők és ellenségeik pusztítása által fokozatosan fogyatkozik, létszáma csökken, végül teljesen megsemmisül.

## Osztályozása

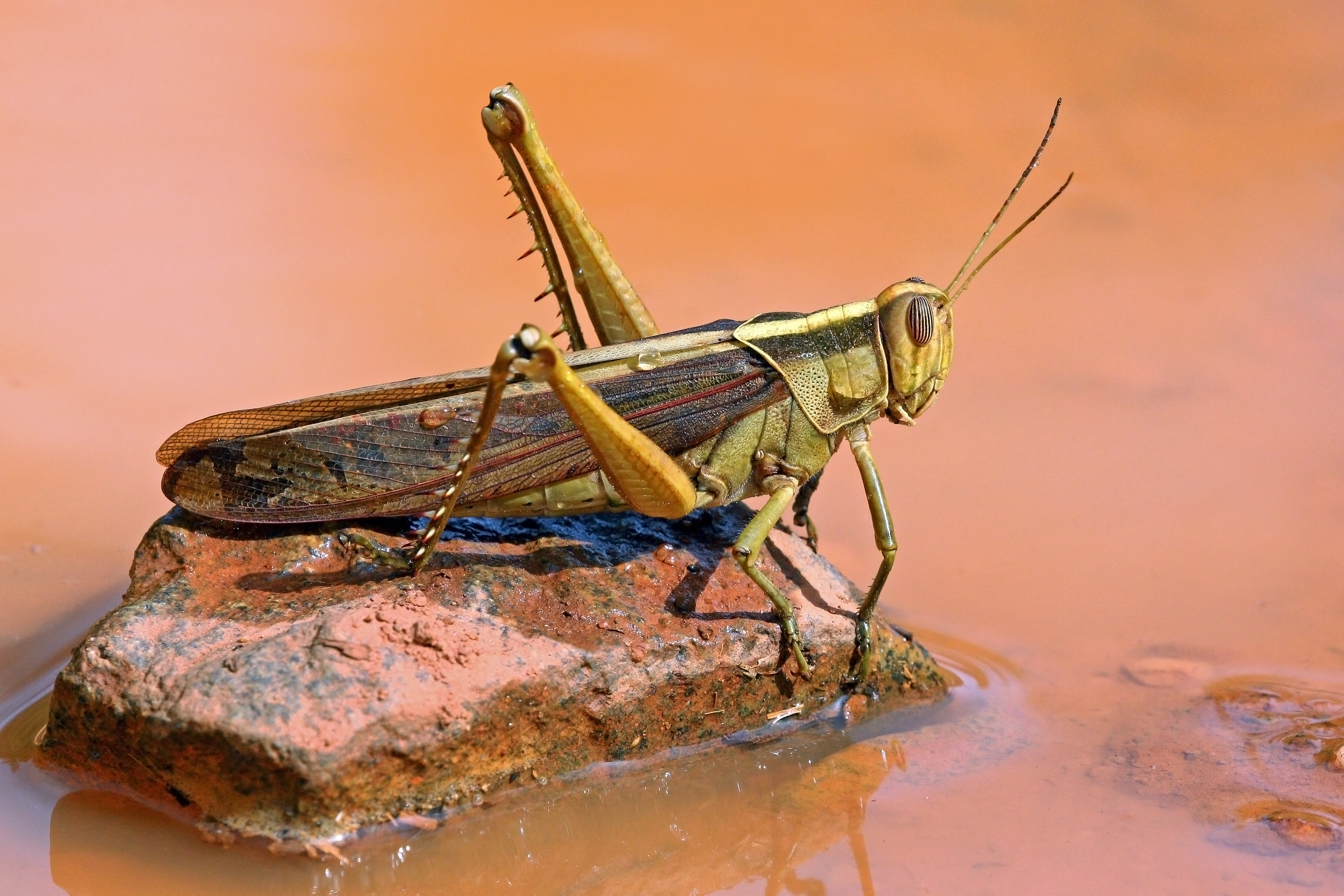
Az afrikai Acanthacris ruficornis

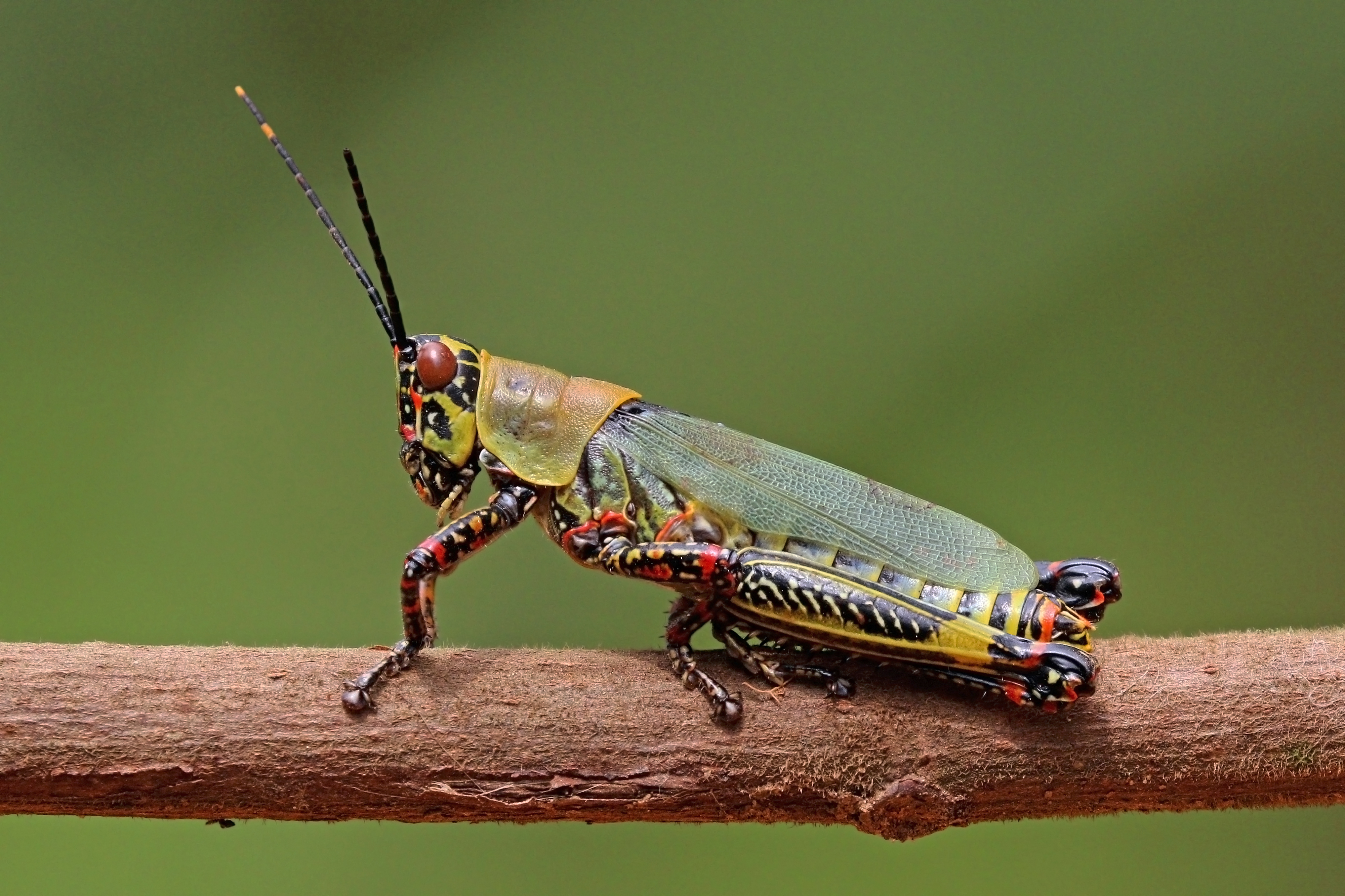
Szintén afrikai (Ghána) Zonocerus variegatus

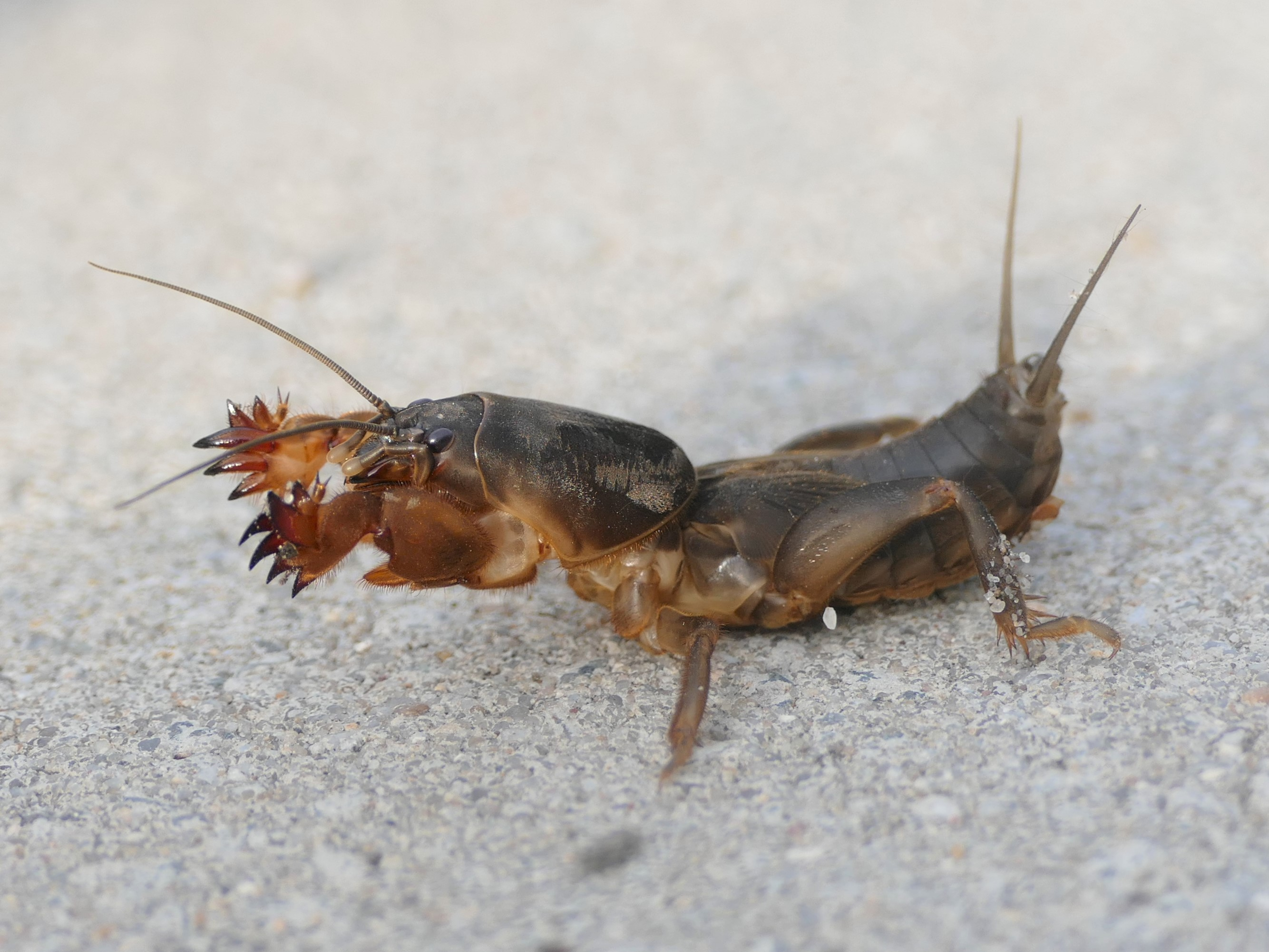
Lótücsök

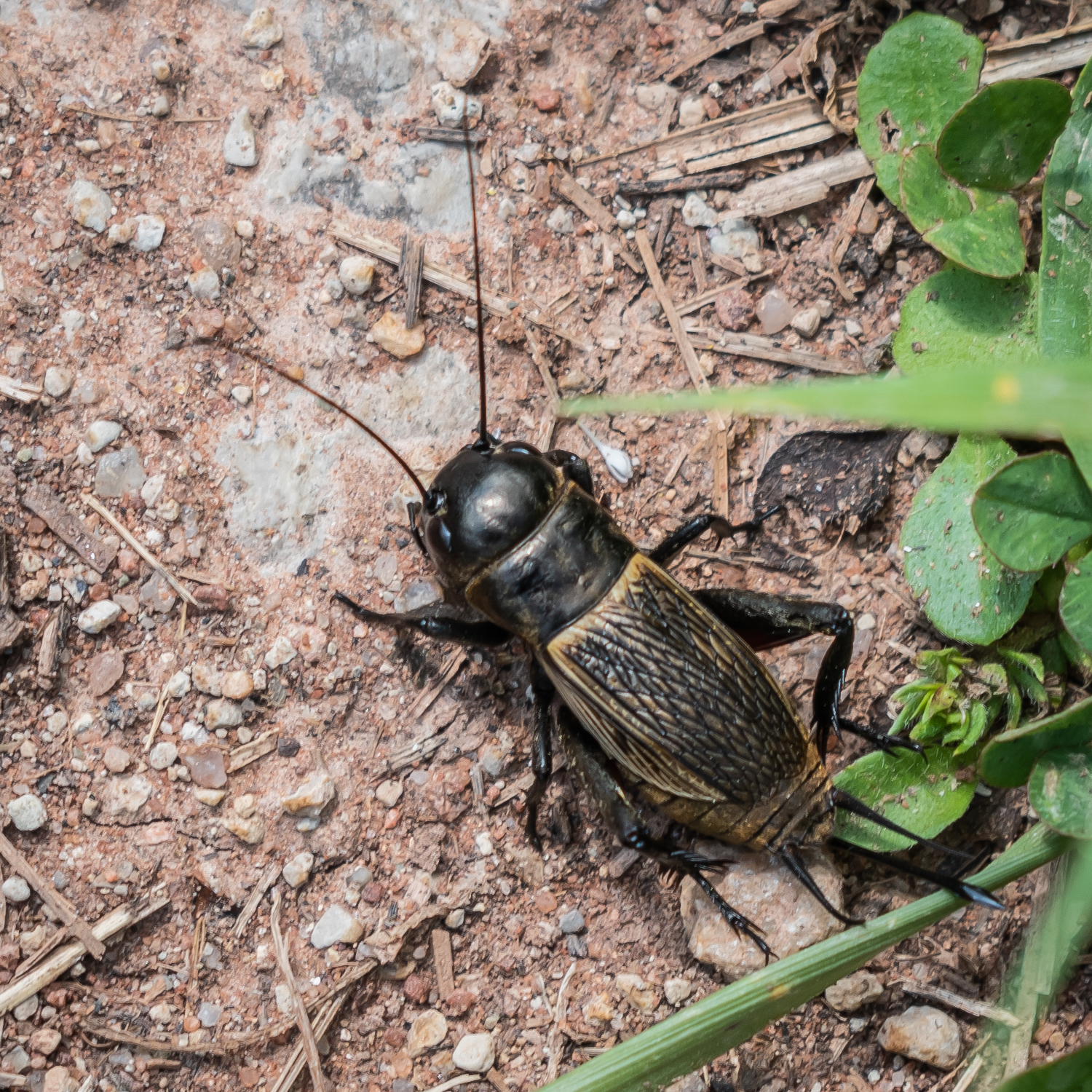
Mezei tücsök

A rend mintegy 28 ezer faja az egész világon elterjedt, különösen a trópusokon mutat igen nagy változatosságot. Magyarországról 126/127 fajukat ismerjük.
Osztályozása a következő:
- Caelifera alrend (sáskák)
  - Acrididea
    - Acridoidea családsorozat
      - Acrididae MacLeay, 1821 család (sáskafélék)
      - Dericorythidae Jacobson & Bianchi, 1905
      - Lathiceridae Dirsh, 1954
      - Lentulidae Dirsh, 1956
      - Lithidiidae Dirsh, 1961
      - Ommexechidae Bolívar, 1884
      - Pamphagidae Burmeister, 1840
      - Pamphagodidae Bolívar, 1884
      - Pyrgacrididae Kevan, 1974
      - Romaleidae Pictet & Saussure, 1887
      - Tristiridae Rehn, 1906

    - Eumastacoidea családsorozat
      - Chorotypidae Stål, 1873 család
      - Episactidae Burr, 1899
      - Eumastacidae Burr, 1899
      - Euschmidtiidae Rehn, 1948
      - Mastacideidae Rehn, 1948
      - Morabidae Rehn, 1948
      - †Promastacidae Kevan & Wighton, 1981
      - Thericleidae Burr, 1899

    - Locustopsoidea† családsorozat
    - Pneumoroidea családsorozat
      - Pneumoridae Blanchard, 1845 család

    - Pyrgomorphoidea családsorozat
      - Pyrgomorphidae Brunner von Wattenwyl, 1874 család

    - Tanaoceroidea családsorozat
      - Tanaoceridae Rehn, 1948 család

    - Tetrigoidea családsorozat
      - Tetrigidae Rambur, 1838 család (tövishátúsáska-félék)

    - Trigonopterygoidea családsorozat
      - Trigonopterygidae Walker, 1870 család
      - Xyronotidae Bolívar, 1909

  - Tridactylidea
    - †Dzhajloutshelloidea családsorozat
    - †Regiatoidea családsorozat
    - Tridactyloidea családsorozat
      - Cylindrachetidae Giglio-Tos, 1914 család
      - Ripipterygidae Ander, 1939
      - Tridactylidae Brullé, 1835 (ásósáskafélék)

- Ensifera alrend (szöcskék, tücskök)
  - Grylloidea családsorozat
    - †Baissogryllidae Gorochov, 1985 család
    - Gryllidae Laicharting, 1781 (valódi tücsökfélék)
    - Oecanthidae Blanchard, 1845
    - Mogoplistidae Brunner von Wattenwyl, 1873
    - Phalangopsidae Blanchard, 1845
    - †Protogryllidae Zeuner, 1937
    - Trigonidiidae Saussure, 1874
    - Pteroplistinae (családba nem rendelt alcsalád)

  - Gryllotalpoidea családsorozat
    - Gryllotalpidae Leach, 1815 család (lótücsökfélék)
    - Myrmecophilidae Saussure, 1874

  - Hagloidea családsorozat
    - †Eospilopteronidae Cockerell, 1916
    - †Haglidae Handlirsch, 1906
    - †Hagloedischiidae Gorochov, 1986
    - †Prezottophlebiidae Martins-Neto, 2007
    - Prophalangopsidae Kirby, 1906
    - †Tuphellidae Gorochov, 1988

  - Phasmomimoidea† családsorozat
  - Rhaphidophoroidea családsorozat
    - Rhaphidophoridae Walker, 1869 család

  - Schizodactyloidea családsorozat
    - Schizodactylidae Karny, 1927

  - Stenopelmatoidea családsorozat
    - Anostostomatidae Saussure, 1859 család
    - Cooloolidae Rentz, 1980
    - Gryllacrididae Blanchard, 1845
    - Stenopelmatidae Burmeister, 1838

  - Tettigonioidea családsorozat
    - Tettigoniidae Krauss, 1902 család (fürgeszöcskefélék)

- Incertae sedis
  - †Elcanoidea családsorozat
    - †Elcanidae Handlirsch, 1906 család